# Elżbieta Makowska-Florczyk
Elżbieta Makowska-Florczyk (ur. 26 marca 1957 w Gliwicach) – polska siatkarka, reprezentantka i mistrzyni Polski.

## Kariera sportowa
W 1973 zdobyła Puchar Polski z Kolejarzem Katowice. W 1976 została mistrzynią Polski w barwach CHKS Komunalni Łódź, sukces ten powtórzyła w 1981 z zespołem Płomienia Milowice. Z Płomieniem zdobyła także brązowy medal mistrzostw Polski w 1982.
W latach 1975–1978 wystąpiła 46 razy w I reprezentacji Polski, m.in. na mistrzostwach Europy w 1977 (4. miejsce).